# Нідвальден
Нідвальден (нім. Nidwalden; фр. Nidwald; італ. Nidvaldo; ромш. Sutsilvania) — німецькомовний напівкантон у центрі Швейцарії. Адміністративний центр — місто Штанс. Один з найменших кантонів Швейцарії за площею та населенням.

## Історія
Найдавніші сліди поселення людини в цих місцях відносяться до неоліту, знайденими поблизу Штансштада, які датуються в 4000–3100 років до н. е. Ці ж місця, поблизу Штансштада, також містять артефакти пізньої бронзової доби (1400—1100 років до н. е.), з деякими пам'ятками доби бронзи поблизу Гергісвіла та Еннетмоса. У комуні Штанс було знайдено могилу Ла-Тене (500—100 років до н. е.) десятирічної дівчинки. Виходячи з цих знахідок, видається, що район Нідвальден був заселений в 1 тисячолітті до н. е..
Нідвальден, як і сусідній Обвальден, став частиною швейцарської конфедерації в 1291 р.

## Адміністративний поділ

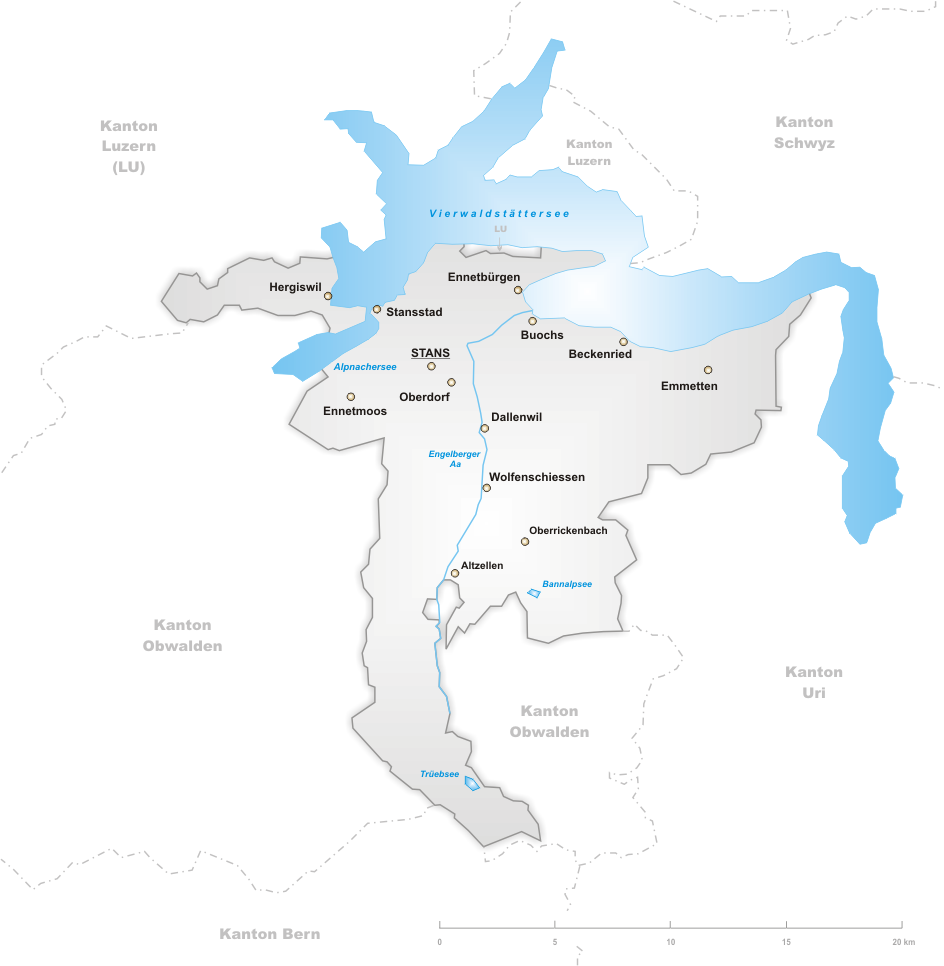
Громади Нідвальдена

Кантон ділиться на 11 громад:
- Бекенрід
- Буохс
- Вольфеншіссен
- Гергісвіль
- Далленвіль
- Емметтен
- Еннетбюрген
- Еннетмоос
- Обердорф
- Штанс
- Штансштад